# Черигат, Тимоти
Тимоти Черигат (англ. Timothy Cherigat; род. 29 декабря 1976) — кенийский бегун на длинные дистанции. 
Профессиональную спортивную карьеру начал в 2001 году, когда дебютировал на марафонской дистанции в Монако. Свой первый марафон он пробежал за  2:13.54. Победитель Бостонского марафона 2004 года с результатом 2:10.37. Бронзовый призёр Нью-Йоркского марафона 2004 года. В 2008 году стал бронзовым призёром Чикагского марафона. Занял 10-е место на Бостонском марафоне 2009 года.
Личный рекорд в марафоне — 2:09.34.